# 220-й гвардейский бомбардировочный авиационный полк
220-й гвардейский бомбардировочный Сталинградский Краснознамённый авиационный полк — воинское формирование Вооружённых Сил СССР в Великой Отечественной войне.

## Наименования полка
- 250-й тяжёлый бомбардировочный авиационный полк (250 тбап) (1940—16.04.1942)
- 250-й авиационный полк дальнего действия (250 ап ДД) (16.04.1942—18.08.1942)
- 4-й гвардейский Сталинградский Краснознамённый авиационный полк дальнего действия (4 гв. ап ДД) (18.04.1942—26.12.1944). Указом Президиума Верховного Совета СССР от 10 августа 1944 года за образцовое выполнение боевых заданий командования на фронте борьбы с немецкими захватчиками и проявленные при этом доблесть и мужество награждён Орденом Красного Знамени.[1]
- 220-й гвардейский бомбардировочный авиационный Сталинградский Краснознамённый полк (220 гв. бап)(26.12.1944—04.1946)
- 220-й гвардейский транспортный Сталинградский Краснознамённый авиационный полк (220 гв. трап)(04.1946—1953)
- 177-я отдельная гвардейская транспортная авиационная эскадрилья (1953—??.09.1991)
- 456-й отдельный гвардейский авиационный полк, в/ч 45076 (??.09.1991—??.2003)
- 456-я бригада транспортной авиации имени Дмитрия Майбороды, в/ч А1231 (??.2003—н.в.)

## История полка

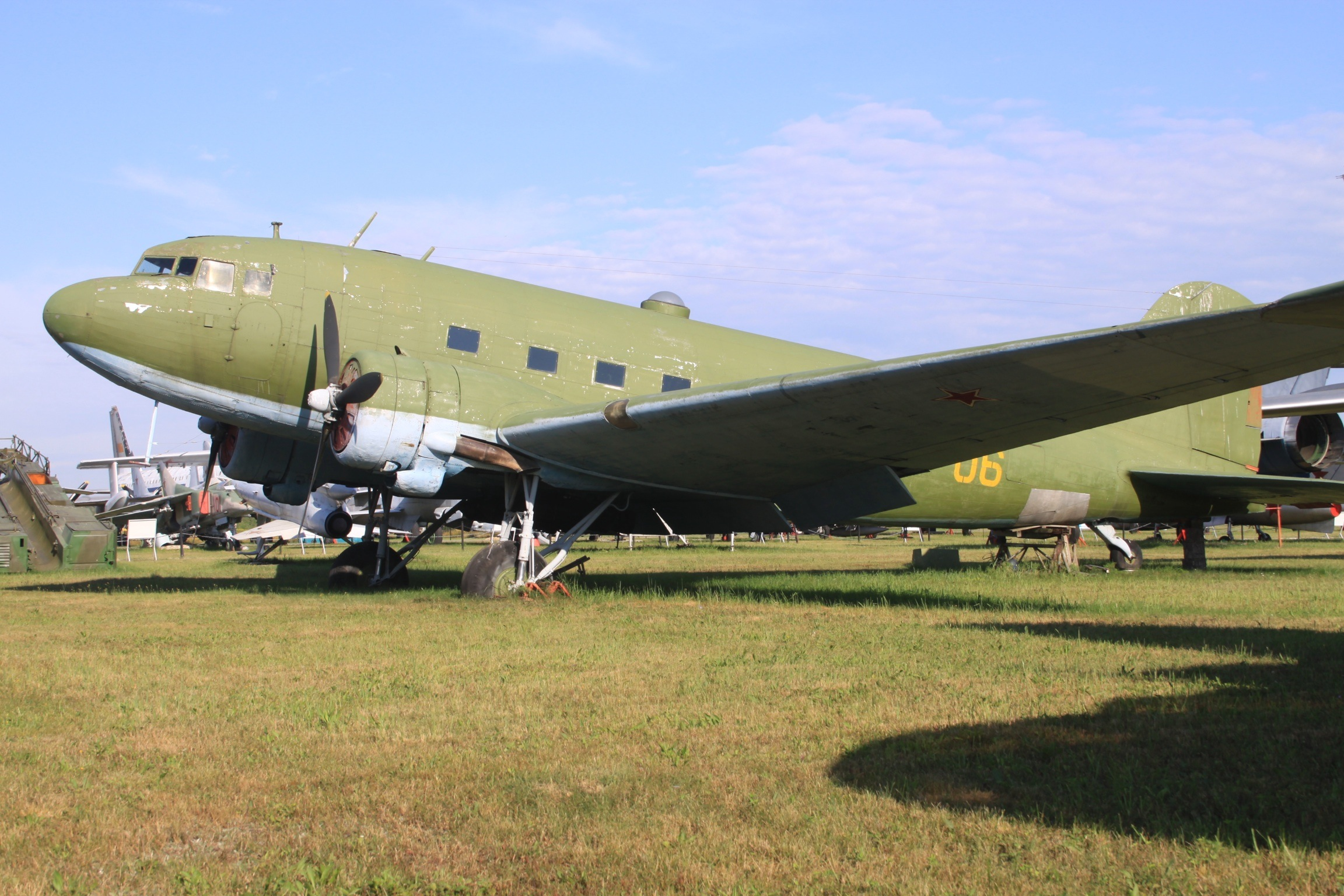
Самолёт Ли-2ДБ

### До 1941 г.
До начала Великой Отечественной войны 250-й тяжёлый бомбардировочный полк базировался в городе Чита. На вооружении имел самолёты ТБ-3.

### 1941—1945 гг.
25.06.1941 г. всем составом (48 или 49 самолётов) полк вылетел на запад и к 09.07.1941 г. прибыл в район Ворошиловграда. Вошёл в состав 50-й дальнебомбардировочной авиадивизии. В начале августа 1941 г. привлекался для доставки грузов окружённым войскам 6 и 12 армий. После этого одна эскадрилья приступила к ночному бомбометанию по ближним тылам противника, продвигавшегося к Киеву. С этого момента и до конца войны боевые вылеты полком совершались преимущественно ночью.
В январе 1942 г. составил основу транспортной авиагруппы особого назначения майора Поликарпова, которая до мая 1942 г. совершала вылеты для снабжения партизан Крыма.
С 6 по 21 марта 1942 года полк входил в состав 22-й авиационной дивизии, на основе которой 21.03.1942 была сформирована новая 62-я авиационная дивизия дальнего действия (позже преобразована в 9-ю гвардейскую авиадивизию дальнего действия, затем в 22-ю гвардейскую бомбардировочную авиадивизию). В её составе полк находился до конца войны.
В связи с созданием Авиации дальнего действия полк вошёл в её состав и с 16.04.1942 г. стал именоваться 250-м авиационным полком дальнего действия (250 ап ДД). Однако есть сведения, что наименование «250 ап ДД» применялось и ранее.
Приказом Наркома обороны СССР № 250 от 18.08.1942 г. полк удостоен гвардейского звания и преобразован в 4-й гвардейский авиационный полк дальнего действия (4 гв. ап ДД).
В сентябре 1942 г. устаревшие тяжёлые бомбардировщики ТБ-3 были заменены в полку самолётами Ли-2, которые использовались в качестве дальних ночных бомбардировщиков.
В феврале 1943 г. за отличия в Сталинградской битве полку присвоено почётное наименование «Сталинградский».
В 1943 г. полк принимал участие в боях за Донбасс. За вклад в освобождение Донбасса дивизии, частью которой он являлся (9 гв. ад ДД), было присвоено наименование «Донбасская».
В 1944 году совершал полёты на бомбардировку объектов в Эстонии (Нарва), Белоруссии, Украине (Чоп), Словакии (Прешов, Зволен) Румынии (Сату-Маре) и др.
В связи с упразднением Авиации дальнего действия как структуры центрального подчинения и с образованием на её основе 18-й воздушной армии, директивой Генерального штаба № Орг/10/315706 от 26.12.44 г. полк был переименован в 220-й гвардейский бомбардировочный Сталинградский Краснознамённый авиационный полк (220 гв. бап).
Последними боевыми вылетами полка в марте — начале мая 1945 г. стали полёты на бомбардировку городов Гдыни, Данцига, Пиллау, Свинемюнде, Кенигсберга и его окрестностей, пригородов Берлина.

### После 1945 г.
После окончания Великой Отечественной войны до 04.05.1946 г. полк оставался в 22 гв. бад, затем был выведен из её состава. Из бомбардировочного был преобразован в транспортный, сохранив номер (220 гв. трап) и матчасть (самолёты Ли-2). Во второй половине 1940-х — первой половине 1950-х гг. базировался в Виннице.
Позже переформирован в 177-ю отдельную гвардейскую транспортную авиационную эскадрилью.
В 1991 году преобразован в 456-й отдельный гвардейский авиационный полк (456 огвап), в/ч 45076.
После распада СССР войсковая часть перешла под юрисдикцию Украины.
В 2003 году - переформирован в 456-ю бригаду транспортной авиации имени Дмитрия Майбороды (456 брта), в/ч А1231.

## Периоды вхождения в состав Действующей армии
В составе действующей армии:
- 02.08.1941 — 16.04.1942 (250 тбап)
- 16.04.1942 — 18.08.1942 (250 ап ДД)
- 18.08.1942 — 26.12.1944 (4 гв. ап ДД)
- 26.12.1944 — 09.05.1945 (220 гв. бап)

## Подчинение
Полк входил в состав:
| Даты                    | Армия или фронт                | Корпус                                                                          | Дивизия                                                                                  | Примечания |
| ----------------------- | ------------------------------ | ------------------------------------------------------------------------------- | ---------------------------------------------------------------------------------------- | ---------- |
| 02.08.1941 — 18.08.1941 | Дальнебомбардировочная авиация | 4-й авиационный корпус дальней бомбардировочной авиации                         | 50-я бомбардировочная Крымская Краснознамённая авиационная дивизия                       |            |
| 18.08.1941 — 09.1941    | Южный фронт                    |                                                                                 | 50-я бомбардировочная Крымская Краснознамённая авиационная дивизия                       |            |
| 09.1941 — 10.1941       | Дальнебомбардировочная авиация |                                                                                 | 50-я бомбардировочная Крымская Краснознамённая авиационная дивизия                       |            |
| 10.1941 — 02.1942       | Южный фронт                    |                                                                                 | 50-я бомбардировочная Крымская Краснознамённая авиационная дивизия                       |            |
| 02.1942 — 06.03.1942    | Дальнебомбардировочная авиация |                                                                                 | 50-я бомбардировочная Крымская Краснознамённая авиационная дивизия                       |            |
| 06.03.1942 — 21.03.1942 | Дальнебомбардировочная авиация |                                                                                 | 22-я авиационная дивизия                                                                 |            |
| 21.03.1942 — 18.08.1942 | Авиация дальнего действия      |                                                                                 | 62-я авиационная дивизия ДД                                                              |            |
| 18.08.1942 — 26.12.1944 | Авиация дальнего действия      | 3-й гвардейский бомбардировочный авиационный корпус (авиации дальнего действия) | 9-я гвардейская авиационная дивизия ДД                                                   |            |
| 26.12.1944 — 01.05.1945 | 18-я воздушная армия           | 3-й гвардейский бомбардировочный авиационный корпус (авиации дальнего действия) | 22-я гвардейская тяжёлая бомбардировочная авиационная Донбасская Краснознамённая дивизия |            |

## Командование
| Командир                                                                | Начальник штаба                                                     | Комиссар (заместитель по политической части) |
| ----------------------------------------------------------------------- | ------------------------------------------------------------------- | -------------------------------------------- |
| Глущенко Иван Иванович, майор, подполковник (02.1941 - 28.06.1944)      | Турчин, подполковник (до 20.02.1943 - после 24.04.1943)             |                                              |
| Дьяков Иосиф Илларионович, подполковник (28.06.1944 - после 04.08.1945) | Крупин, майор (до 24.07.1943 - после 17.08.1944)                    |                                              |
| Фуженков Иван Сергеевич (1948 - 1954)                                   | Куприянов, майор (до 23.03.1945 - ?)                                |                                              |
|                                                                         | Ботанов Алексей Яковлевич, майор (до 31.05.1945 - после 04.08.1945) |                                              |

## Герои Советского Союза, служившие в полку
| Ф.И.О., даты жизни                                        | Звание и должность в момент награждения                                               | Дата награждения | Номер медали "Золотая Звезда" | Примечания |
| --------------------------------------------------------- | ------------------------------------------------------------------------------------- | ---------------- | ----------------------------- | --- |
| Верняев Анатолий Яковлевич (06.05.1920 — 23.06.1997)      | гв. капитан, штурман отряда 4-го гвардейского авиаполка дальнего действия             | 13.03.1944       | 3373                          | К марту 1944 года совершил 264 боевых вылета. После войны продолжал службу в авиации, вышел в запас в 1960 г. в звании подполковника. Жил в Киеве. |
| Воропаев Василий Николаевич (01.01.1913 — 16.12.1981)     | гв. капитан, командир отряда 4-го гвардейского авиаполка дальнего действия            | 13.03.1944       | 3374                          | В течение войны совершил 295 боевых вылетов. После войны продолжал службу в авиации, вышел в запас в 1953 г. в звании майора. Жил в городе Винница. |
| Глушков Николай Николаевич (26.12.1920 — 22.01.1992)      | гв. лейтенант, штурман корабля 4-го гвардейского авиаполка дальнего действия          | 18.09.1943       | 1750                          | В течение войны совершил 312 боевых вылетов. После окончания войны продолжал службу в авиации, вышел в запас в 1963 г. в звании подполковника. Жил в городе Винница. |
| Журавлёв Василий Артёмович (23.01.1913 — 19.01.2001)      | гв. майор, штурман 339-го бомбардировочного авиационного полка                        | 23.02.1948       | 5809                          | В 250 (4 гвардейском) авиаполку служил в период 1941-1944 гг. Звание Героя Советского Союза получил уже в период службы в другой части. За время войны совершил 283 боевых вылета. После войны продолжал службу в авиации, вышел в запас в 1953 году в звании подполковника. Жил в Краснодаре.                    |
| Матвеев Иван Фёдорович (01.06.1912 — 26.08.1986)          | старший лейтенант, капитан, командир отряда 250-го авиаполка дальнего действия        | 18.08.1942       | 713                           | В течение войны совершил 221 боевой вылет. После войны продолжал службу в авиации, вышел в запас в 1959 г. в звании полковника. Жил в Москве. |
| Пономаренко Алексей Никифорович (17.03.1914 — 21.04.1989) | гвардии лейтенант, командир корабля 4-го гвардейского авиационного полка              | 25.03.1943       | 925                           | К январю 1943 года совершил 111 боевой вылет. После войны продолжал службу в авиации, вышел в запас в 1948 г. в звании капитана. Жил в Киеве. |
| Рассохин Леонид Васильевич (23.08.1921 — 21.11.1998)      | гв. старший лейтенант, командир корабля 4-го гвардейского авиаполка дальнего действия | 13.03.1944       | 3379                          | В течение войны совершил 321 боевой вылет с налётом 1770 часов. После войны продолжал службу в авиации, вышел в запас в 1976 г. в звании полковника. Жил в Ленинграде. |
| Сыщиков Николай Сергеевич (14.12.1917 — 16.02.2012)       | гв. старший лейтенант, командир корабля 4-го гвардейского авиаполка дальнего действия | 18.09.1943       | 5509                          | Совершил 221 боевой вылет. В ночь на 02.10.1943 был сбит в районе Джанкоя. Скрывался, был выдан крымскими татарами немцам и попал в плен. 22.04.1945 г. бежал из лагеря военнопленных Людвигсфельде. После проверки вернулся в свой полк. Вышел в запас в 1959 г. в звании полковника. Проживал в городе Винница. |
| Черепнёв Сергей Михайлович (01.09.1918 — 14.06.1944)      | гв. капитан, штурман 2-й эскадрильи 4-го гвардейского авиаполка дальнего действия     | 18.09.1943       | 1753                          | В ночь на 14.06.1944 г. при выполнении боевого задания по бомбардировке города Демблин самолёт был сбит истребителем противника, Черепнев С.М. пропал без вести. |